# Birgit Radochla
Birgit Radochla, née le 31 janvier 1945 à Döbern, est une gymnaste artistique est-allemande. 

## Palmarès

### Jeux olympiques
- Tokyo 1964
  -  médaille d'argent au saut de cheval

### Championnats d'Europe
- Anvers 1965
  -  médaille d'argent au sol
  -  médaille de bronze au concours général individuel
  -  médaille de bronze à la poutre